# Boves, Somme
För andra betydelser, se Boves.
Boves (pikardiska: Bofe) är en kommun i departementet Somme i regionen Hauts-de-France i norra Frankrike. Kommunen ligger i kantonen Boves som tillhör arrondissementet Amiens. År 2022 hade Boves 3 273 invånare.

## Befolkningsutveckling
Antalet invånare i kommunen Boves
| Referens: INSEE |